# Yūko
Yūko (jap. ゆうこ, ユウコ) – popularne żeńskie imię japońskie.

## Możliwa pisownia
Yūko można zapisać używając wielu różnych znaków kanji i może znaczyć m.in.:
- 優子, „łagodne dziecko”[1]
- 裕子, „płodny, dziecko”
- 祐子, „pomocny, dziecko”
- 夕子, „wieczór, dziecko”
- 有子, „kwalifikowany, dziecko”
- 悠子, „spokojny, dziecko”
- 侑子, „pomoc, dziecko”
- 結子, „wiązać, dziecko”
- 由子, „powód, dziecko”

## Znane osoby
- Yūko Arimori (裕子), japońska lekkoatletka, specjalizująca się w maratonie
- Yūko Daike (由祐子), japońska aktorka filmowa
- Yūko Enomoto, japońska lekkoatletka, tyczkarka
- Yūko Fueki (優子), japońska aktorka
- Yūko Fujimoto (佑子), japońska siatkarka, medalistka olimpijska
- Yūko Fukushima (優子), japoński prezenterka News Today 30 Minutes
- Yūko Kaida (裕子), japońska seiyū
- Yūko Kawaguchi (悠子), utytułowana japońska i rosyjska łyżwiarka figurowa
- Yūko Minaguchi (裕子), japońska seiyū
- Yūko Miyamura (優子), japońska seiyū i aktorka
- Yūko Mizutani (優子), japońska seiyū
- Yūko Nakanishi (悠子), japońska pływaczka, specjalizująca się w stylu motylkowym
- Yūko Nakazawa (裕子), japońska aktorka i piosenkarka J-popowa
- Yūko Ogura (優子), japońska modelka
- Yūko Oshima (優子), japońska idolka, piosenkarka i aktorka
- Yūko Satō (ゆうこ), japońska seiyū
- Yūko Sano (優子), japońska siatkarka
- Yūko Sanpei (由布子), japońska seiyū, narratorka i aktorka
- Yūko Takeuchi (結子), japońska aktorka
- Yūko Watanabe (祐子), japońska lekkoatletka, skoczkini wzwyż i biegaczka długodystansowa

## Fikcyjne postacie
- Yūko Amamiya (優子), bohaterka gry Ef: A Fairy Tale of the Two
- Yūko Asō (優子), główna bohaterka serii gier Mugen Senshi Valis
- Yūko Hikawa (優子), postać z mangi Angelic Layer
- Yūko Ichihara (侑子), bohaterka mangi i anime ×××HOLiC
- Yūko Kanoe (夕子), główna bohaterka mangi i anime Tasogare Otome × Amnesia
- Yūko Kirishima (有子), bohaterka mangi i anime Tasogare Otome x Amnesia
- Yūko Sakaki (祐子), bohaterka powieści i mangi Battle Royale
- Yūko Takao, bohaterka gry Shin Megami Tensei: Lucifer’s Call